# ادوارد لمبه (۱۸۲۸)
ادوارد لمبه (۱۸۲۸) (به انگلیسی: Edward Lombe (1828)) یک کشتی بود که طول آن ۱۰۶ فوت (۳۲ متر) بود. این کشتی در سال ۱۸۲۸ ساخته شد.